# Dicther Toro
Dicther Hans Toro Castañeda (ur. 3 stycznia 1995) – kolumbijski zapaśnik w stylu klasycznym. Zajął dziewiętnaste miejsce na mistrzostwach świata w 2022. 
Wicemistrz igrzysk panamerykańskich w 2019, szósty w 2023 i ósmy w 2015. Złoty medalista mistrzostw panamerykańskich w 2020 i 2021; brązowy w 2017, 2019 i 2022. Mistrz igrzysk Ameryki Południowej w 2022 i drugi w 2018. Wygrał mistrzostwa Ameryki Płd. w 2013. Triumfator igrzysk boliwaryjskich w 2017 i 2022, a trzeci w 2013 roku.